# Billy Gilman
William Wendell Gilman III (Hope Valley, Rhode Island, 24 de mayo de 1988), conocido simplemente como Billy Gilman, es un cantante y compositor de música country estadounidense.
A los nueve años, con la ayuda de sus mánagers Angela Bacari y Ray Benson, grabó varios demos, entre ellos “Roly Poly”. Dos meses después, Billy firmó un contrato de grabación con Sony Music Nashville.

## One Voice
One Voice, lanzado el 20 de junio de 2000, fue el nombre de su primer CD y de su primer sencillo promocional que en pocos días se convertiría en una de las canciones más sonadas en Estados Unidos, llegando a ubicarse dentro del Top 40. El primer álbum de Billy Gilman alcanzó el estatus de multiplatinum.
Billy Gilman interpretó la canción One Voice en diferentes escenarios de los Estados Unidos como en el Dallas Cowboys (Texas), The World Trade Center (Nueva York), entre otros; y en diferentes programas como: The Early Show (CBS), The Oprah Winfrey Show y The Tonight Show with Jay Leno (NBC).
En el 2001, Gilman participó en el concierto del 30 aniversario de Michael Jackson cantando la canción Ben.
Además participó en la grabación de la canción de Michael Jackson y sus amigos "What more can i give" en beneficio a las víctimas del 9/11.

## Asociación de la Distrofia Muscular (MDA)
La MDA es una sociedad voluntaria, formada por científicos y ciudadanos preocupados, cuyo objetivo es vencer las enfermedades neuromusculares que afectan a más de un millón de estadounidenses.
Gilman, de 17 años, quien fue nombrado por primera vez a la posición voluntaria de la MDA en 2003, ha viajado por el país, encabezando los esfuerzos de miles de adolescentes y jóvenes adultos que dedican su tiempo y energía a ayudar a terminar con las enfermedades neuromusculares.
Como Presidente Juvenil Nacional, Gilman se presenta y actúa en eventos de patrocinadores tales como la Conferencia Internacional de Negocios de ERA Real Estate y la Conferencia Internacional de Desarrollo de Carreras Profesionales de DECA (una asociación de estudiantes de mercadeo). También apoya a la Asociación mediante entrevistas con los medios de comunicación y presentaciones en eventos de recaudación de fondos de la MDA. Gilman se presenta en el Teletón Jerry Lewis de la MDA el fin de semana del Día del Trabajo y es anfitrión de los segmentos juveniles del mismo.

## Discografía

### Álbumes de estudio
| 2000 | One Voice - Discográfica: Epic Nashville                                                                  | 2  | 22  | —  | 6 | - US: 2&veces; Multi-Platino |
| 2001 | Dare to Dream - Discográfica: Epic Nashville                                                              | 6  | 45  | —  | * | - US: Gold                   |
| 2003 | Music Through Heartsongs: Songs Based on the Poems of Mattie J.T. Stepanek - Discográfica: Epic Nashville | 15 | 109 | —  | * |                              |
| 2005 | Everything and More - Discográfica: Image Entertainment                                                   | 39 | —   | 17 | — |                              |
| 2006 | Billy Gilman - Lanzamiento: 5 de septiembre de 2006 - Discográfica: Image Entertainment                   | 55 | —   | 29 | — |                              |
| "—" significa que el álbum no llegó a las listas o no fue lanzado * significa posición desconocida en las listas | |    |     |    |   |                              |

### Álbumes navideños
| Año  | Detalles del álbum                               | Mejor posición | Mejor posición | Mejor posición | Certificaciones |
| Año  | Detalles del álbum                               | US Country     | US             | US Holiday     | Certificaciones |
| ---- | ------------------------------------------------ | -------------- | -------------- | -------------- | --------------- |
| 2000 | Classic Christmas - Discográfica: Epic Nashville | 4              | 42             | 5              | - US: Gold      |

### Sencillos
| 2000 | "One Voice"                                 | 20 | 38 | 29 | 23 | One Voice           |
| 2000 | "Oklahoma"                                  | 33 | 63 | —  | *  | One Voice           |
| 2001 | "There's a Hero"                            | —  | —  | —  | *  | One Voice           |
| 2001 | "She's My Girl"                             | 50 | —  | —  | *  | Dare to Dream       |
| 2001 | "Elisabeth"                                 | 56 | —  | —  | *  | Dare to Dream       |
| 2005 | "Everything and More"                       | —  | —  | —  | —  | Everything and More |
| 2005 | "Hey, Little Suzie (The Cause of All That)" | —  | —  | —  | —  | Everything and More |
| 2006 | "Gonna Find Love"                           | —  | —  | —  | —  | Billy Gilman        |
| 2006 | "Southern Star"                             | —  | —  | —  | —  | Billy Gilman        |
| 2007 | "Crying"                                    | —  | —  | —  | —  | non-album songs     |
| 2008 | "When You Come Home"                        | —  | —  | —  | —  | non-album songs     |
| "—" significa que el sencillo no llegó a las listas o no fue lanzado * significa posición desconocida en las listas |                                             |    |    |    |    |                     |

### Otras canciones
| Año  | Sencillo         | US Country | Álbum             |
| ---- | ---------------- | ---------- | ----------------- |
| 2000 | "Warm and Fuzzy" | 50         | Classic Christmas |